# Ebba Flygare
Ebba Elisabeth Flygare, född Nordholm 12 maj 1879 i Köpenhamn, Danmark, död 14 februari 1967 i Stockholm, var en svensk skådespelerska. Hon var gift med teaterkritikern Carl Flygare och mor till Calle Flygare. Familjen är begravd på Norra begravningsplatsen.

## Filmografi
- 1950 – Medan staden sover